# Ulmus harbinensis
Ulmus harbinensis — вид квіткових рослин з родини в'язових (Ulmaceae). Поширення: Китай (провінція Хейлунцзян).

## Біоморфологічна характеристика
Це дерево заввишки до 15 метрів, в діаметрі до 32 см, листопадне. Кора темно-сіра, нерівномірно та дрібно тріщинувата. Гілочки сірувато-коричневі на першому році, сірі та голі на другому році. Ніжка листка запушена. Листкова пластинка оберненояйцеподібна, 2–5.5 × 2–3.5 см, знизу з білими пухнастими волосками в пазухах жилок, край подвійно пилчастий; вторинні жилки 9–15 з кожного боку від середньої жилки. Суцвіття зібрані в пучки, 20–30-квіткові. Оцвітина трубчаста, 4–6-лопатева, на краю війчаста. Тичинок 4 або 5. Крилатки широко оберненояйцеподібні або ± округлі, вузькокрилі, голі, за винятком рильця у виїмці; ніжка ≈ 2 мм. Насіння в центрі крилатки. Період цвітіння: квітень; період плодіння: червень.

## Середовище
Населяє змішані ліси.